# 徐诚斌
徐誠斌（英語：Francis Hsu Cheng-ping，1920年2月20日—1973年5月23日），天主教香港教區第三任正權主教（1969年－1973年），也是該教區首任華人主教。

## 生平

徐誠斌主教牧徽

徐诚斌祖籍浙江宁波，1920年2月20日出生于中国上海一个监理会的新教徒家庭，為明代著名天主教聖人天主之仆徐光启的後人。其父徐可升曾任上海基督教青年會幹事，其弟徐中約為著名歷史學者。
徐诚斌就讀上海東吳附中（初中）及聖約翰大學附中（高中），1936年进入上海圣约翰大学读书，主修新聞，1940年毕业后，曾任复旦大学外文系讲师、《西洋文学》编辑。后去重庆。1945年获得英国文化委员会（British Council）奖学金，赴英国牛津大学默登学院攻读英国文学，1948年获文学硕士学位。1948年夏回国，任南京中央大学英文教授。
1949年，徐诚斌由新教改信天主教，聖名方济各。1950年，因不能适应中华人民共和国新环境，獲准往英屬香港探親。1955年，徐诚斌辞去英国东南亚专员公署高级研究员一职，自费去罗马伯達學院学习神学哲学，预备晋铎。1959年3月14日在罗马晋升司鐸。返回香港后，主编《公教报》（1959年-1965年）及主持公教進行社及公教真理學會。
1967年6月12日，徐诚斌成为香港教区辅理主教。1967年10月7日行主教祝圣礼。1968年11月30日，被任命为香港教区宗座署理。1969年5月29日，教廷委任他为香港教区主教，10月26日舉行就職儀式，成为香港教区第一位华人主教。1971年被委任為全球主教代表會議代表。1972年獲香港大學頒授名譽法學博士。
他支持废除香港死刑制度，1973年5月23日下午2時45分，徐與香港醫務總監蔡永業醫生在利園酒店（已重建為利園一期）午餐時因心脏病突發，於急送醫院途中去世，享年53岁。
徐诚斌曾梦想建立一所香港天主教大学。1985年，明爱徐诚斌学院（Caritas Francis Hsu College，今聖方濟各大學）成立。

## 外部連結
- 徐誠斌主教 （页面存档备份，存于）
- 徐誠斌主教檔案展覽 （页面存档备份，存于）

| 前任： 白英奇主教 | 香港教區主教 1969年-1973年 | 香港教區主教 1969年-1973年 | 繼任： 李宏基主教 |